# Tsjernivtsi
Tsjernivtsi (Oekraïens: Чернівці, [t͡ʃerniu̯ˈt͡sʲi] is een stad in het zuidwesten van Oekraïne, gelegen aan de Proet. Het is de historische hoofdstad van de Boekovina en de hoofdstad van de oblast Tsjernivtsi. De stad telt bijna 265.000 inwoners. Tsjernivtsi heeft een bewogen geschiedenis en behoorde in de 20e eeuw achtereenvolgens tot Oostenrijk (tot 1918), Roemenië (tot 1940 en van 1941 tot 1944), de Sovjet-Unie (van 1940 tot 1941 en na de Tweede Wereldoorlog) en Oekraïne (vanaf 1991). De stad heeft een universiteit (1875) en een kleine luchthaven.

## Bevolking
Tsjernivtsi had in het verleden een aanzienlijk meer gemengde bevolking dan thans en had tot de Tweede Wereldoorlog een groot aantal Joden onder zijn inwoners, waarvan de zanger en filmster Joseph Schmidt en de dichter Paul Celan waarschijnlijk de bekendsten zijn. Ook de biochemicus Erwin Chargaff en de filmregisseur Ingo Preminger kwamen uit deze gemeenschap voort. De voormalige synagoge doet tegenwoordig dienst als bioscoop.
In 1930, onder Roemeens bewind, vormden de Joden, die veelal Jiddisch spraken, met 26,8% de grootste bevolkingsgroep in de stad, gevolgd door 23,2% Roemenen, 20,8% Duitsers, 18,6% Oekraïners en 1,5% Russen. Bij de Oekraïense volkstelling van 2001 waren de Oekraïners met 79,8% van de 236.700 inwoners verreweg de grootste groep, gevolgd door 11,3% Russen, 4,4% Roemenen (5,2% als de Moldaviërs worden meegerekend) en 1,2% Joden.

## Geschiedenis
Tsjernivtsi ontstond op de rechteroever van de Proet en lag tot ver in de 20e eeuw uitsluitend op deze oever: pas na de Tweede Wereldoorlog werd het aan de overkant gelegen Sadhora bij de stad getrokken en stak Tsjernivtsi de rivier over. De burcht waaraan de stad haar naam dankt lag wel op de linkeroever: deze "zwarte (= tsjerni) burcht" was een Galicisch-Wolynische versterking, die in de 13e eeuw door de Mongolen werd verwoest, waarna de bevolking haar heil zocht aan de overkant van de rivier.
De eerste vermelding van Tsjernivtsi dateert uit 1408 en stamt uit een document van de Moldavische woiwode Alexander de Goede. Het was destijds een handelspost op de plaats waar de route tussen Polen en de Zwarte Zee de Proet overstak. Tsjernivtsi en omgeving waren in het midden van de 14e eeuw in Moldavische handen gekomen en zouden tot 1775 tot dit vorstendom, een vazal van het Ottomaanse Rijk, blijven behoren. Pas toen het Habsburgse Oostenrijk het gebied in 1775 in handen kreeg en de Boekovina inrichtte, kwam de nederzetting tot ontwikkeling, vooral toen de Boekovina in 1849 een afzonderlijk Kroonland was geworden met Czernowitz als hoofdstad. In 1866 kreeg de stad een spoorwegverbinding met Lemberg, (nu Lviv) en in 1875 een universiteit. Ondertussen nam het aandeel van de Joden in de bevolking van de stad toe van 3.83% in 1850 tot 31,7% in 1880, vooral dankzij immigranten uit Galicië, Rusland en Roemenië, waar hun rechtspositie veel ongunstiger was.
Tijdens de Eerste Wereldoorlog werd de stad aanvankelijk door Russische en later door Roemeense troepen bezet. Eind november 1918 sprak een congres onder leiding van Iancu Flondor zich in Czernowitz uit voor aansluiting van de Boekovina bij Roemenië, die in 1919 bij het Verdrag van Saint-Germain formeel haar beslag kreeg. Czernowitz werd onder de naam Cernăuți, de hoofdstad van een gelijknamig district (județ) en vlak na Chișinău de derde stad van het land.
Op 20 juni 1940 werd de noordelijke Boekovina, inclusief Cernăuți, door de Sovjet-Unie op grond van de geheime protocollen in het Molotov-Ribbentroppact (1939) geannexeerd. Het verlies van dit gebied, en van Bessarabië, was voor de Roemenen aanleiding om zich van hun koning te ontdoen en zich onder conducător Ion Antonescu bij de asmogendheden aan te sluiten. Op 5 juli 1941 veroverden Roemeense en Duitse troepen de stad en begonnen al spoedig ook de Jodenvervolging. Op 11 oktober werd het getto opgericht. De Joden van de Boekovina kwamen in groten getale om in kampen in Transnistrië, maar van die van Tsjernivtsi overleefden er relatief veel dankzij burgemeester Traian Popovici, die er 20.000 (van de 50.000) voor deportatie wist te behoeden. In maart 1944 loste het Rode Leger de Duitsers en Roemenen weer af en begonnen enkele tientallen jaren onder Sovjetbewind. Veel Roemenen werden al spoedig gedeporteerd. Tsjernivtsi werd de hoofdplaats van een oblast in de Oekraïense SSR.

## Onderwijs
Tsjernivtsi heeft sinds 1875 een universiteit. Deze werd door keizer Frans Jozef I van Oostenrijk gesticht ter gelegenheid van het eeuwfeest van de Oostenrijkse aanwezigheid in de Boekovina en droeg aanvankelijk zijn naam. Onder Roemeens bewind heette de universiteit naar de Roemeense koning Carol I en sinds 1990 naar de Oekraïense schrijver Joeri Fedkovytsj.

## Stadsbeeld
Het prominentste bouwwerk in de stad is het gebouw dat sinds 1950 de universiteit huisvest, maar dat oorspronkelijk werd gebouwd als residentie van de Grieks-orthodoxe metropoliet. Het is een neobyzantijnse creatie uit de jaren 1867–1874 van de Tsjechische architect Josef Hlávka, die ook de Armeense kerk ontwierp. Het gebouw werd in 2011 geplaatst op de Werelderfgoedlijst van de UNESCO.
Aan het Theaterplein staat het theatergebouw, dat in 1905 gereedkwam naar een ontwerp van de bekende Weense theaterbouwers Ferdinand Fellner en Hermann Helmer en dat met name sterke gelijkenis vertoont met het theater van de Beierse stad Fürth. Aan hetzelfde plein staat ook het Cultuurpaleis uit 1908, dat gebouwd is als Jüdisches Haus. Een ander belangrijk plein is het Centrale Plein (Tsentralna plosjtsja), waaraan het Paleis van Justitie (1904-06) staat. Uit dezelfde periode dateert ook het stationsgebouw (1908). Gebouwen in secessiestijl (de Oostenrijkse variant van de jugendstil) zijn ook te vinden aan de Olha Kobyljanskastraat.

## Verkeer
Tsjernivtsi heeft een kleine luchthaven, waarvandaan voornamelijk vluchten op Timisoara (Roemenië) worden uitgevoerd, er wordt ook direct op Kiev gevlogen (3 dagen in de week). Tsjernivtsi heeft een directe spoorwegverbindingen met Kiev, Lviv, Chisinau en Boekarest. Voor het wegverkeer ligt de stad aan de Europese weg 85, de verbinding tussen de Oostzee en de Egeïsche Zee die hier de Proet oversteekt.
Het plaatselijke vervoer wordt door trolleybussen en bussen verzorgd. De stad kreeg al in 1897 een elektrische tram, in hetzelfde jaar als Wenen, maar sinds 1963 rijden er geen trams meer in Tsjernivtsi.

## Sport
De belangrijkste voetbalclub van de stad is Boekovina Tsjernivtsi. Deze werd in 1952 opgericht onder de naam Boerevestnik en speelt in 2007 op het op twee na hoogste niveau.
Tot aan de Tweede Wereldoorlog waren er veel sportclubs die hun oorsprong vonden in het keizerrijk Oostenrijk-Hongarije. De minderheidsgroepen in de stad hadden elk hun eigen sportclub, zo waren er Dowbusch (Oekraïens), Dragoş Vodă (Roemeens), Hakoah (joods), Jahn (Duits), Makkabi (joods) en Polonia (Pools). Naast voetbal was ijshockey de belangrijkste sport.

## Geboren
- Viorica Ursuleac (1894-1985), Roemeens/Oostenrijks zangeres
- Friedrich Zelnik (1895-1950), Duits filmregisseur van Joodse afkomst
- Erwin Chargaff (1905-2002), Amerikaans biochemicus en schrijver van Joods-Oostenrijkse afkomst
- Ingo Preminger (1911-2006), Amerikaans filmproducent van Joods-Oostenrijkse afkomst
- Gregor von Rezzori (1914-1998), Duits-Oostenrijks auteur
- Roman Vlad (1919-2013), Italiaans pianist, musicoloog en filmmuziekcomponist
- Paul Celan (1920-1970), Roemeens dichter
- Selma Meerbaum-Eisinger (1924-1942), Roemeens dichter
- Norberto Höfling (1924-2005), Roemeens voetballer en voetbaltrainer
- Yuli-Yoel Edelstein (1958), Israëlisch politicus
- Mark Ivanir (1968), Oekraïnens-Israëlisch acteur
- Artur Kogan (1974), Israëlisch schaker
- Mila Kunis (1983), Amerikaans actrice
- Maria Jaremtsjoek (1993), Oekraïens zangeres
- Itsik Manger (1901-1969), Joods dichter/schrijver van Jiddische poëzie en proza

## Overleden
- Olha Kobyljanska (1863-1942), Oekraïense modernistische schrijfster en feministe